# Народные хоомейжи Тувы
Народный хоомейжи Тувы (тув. Тыва Республиканын Улустун хоомейжизи) — почетный титул по тувинскому национальному музыкальному искусству «хоомей», разновидности горлового пения. Титул присваивается указом главы Тывы по ходатайству Союза исполнителей горлового пения хоомей Тывы, Министерства культуры Тывы или по решению правительства Тывы.
В тувинском фольклоре горловое пение (хоомей) занимает особое место. Возникновению, развитию и популяризации которого мы обязаны хоомейжи — народно-профессиональным певцам и инструменталистам. Тува как родина хоомея, всегда была богата мастерами-исполнителями этого уникального вида музыкального искусства. Во многих случаях благодаря именно искусству хоомея и творчеству исполнителей-хоомейжи, о Туве знают в разных уголках земного шара. Хоомей представляет собой уникальное явление мировой вокальной культуры. Все виды тувинского искусства пронизаны хоомеем. Он присутствует в танцах, в мюзиклах, в спектаклях, во всей нашей жизни. Тувинские хоомейжи с давних времен пользуются всенародным почетом и признанием, а их традиционный репертуар, накопленный веками, поистине является жемчужиной тувинского музыкального наследия.

## Народные хоомейжи Республики Тыва
1992 год
1. Николай Кечилович Монгуш (1932—2014)
2. Сундукай Шээлеевич Монгуш (1928—1996)
3. Хунаштаар-оол Сурун-оолович Ооржак (1932—1993)
4. Конгар-оол Борисович Ондар (1962—2013)
5. Фёдор Менгертиевич Тау (1929—2006)

1993 год
1. Геннадий Хайдыпович Тумат (1964-1996)
2. Кайгал-оол Ким-оолович Ховалыг (1960)

1995 год
1. Валерий Кечилович Монгуш (1953)
2. Маржымал Очурович Ондар (1928—1996)
3. Кара-оол Хууракпанович Тумат (1935—2002)
4. Геннадий Тюлюшович Чаш (1960—1998)

2001 год
1. Герман Белекович Куулар (1962)

2003 год
1. Максим Чаламович Дакпай (1921—1999)
2. Монгун-оол Дуктенмеевич Ондар (1975)
3. Борис Чолдак-Хунаевич Монгуш (1959)

2007 год
1. Игорь Михайлович Кошкендей (1978)
2. Андрей Алдын-оолович Монгуш (1976)
3. Бады-Доржу Владимирович Ондар (1984)
4. Алдын-оол Такашович Севек (1962—2011)

2008 год
1. Евгений Дыртык-оолович Оюн (1958)

2013 год
1. Сенди-Сурун Санчыевич Монгуш (1928)[4]
2. Евгений Викторович Сарыглар (1980)[5]

2015 год
1. Эрел-оол Чамыянович Куулар (1945)
2. Аян-оол Сергеевич Сам (1983)

2018 год
1. Чодураа Семис-ооловна Тумат (1974)

2019 год
1. Шончалай Оюн-ооловна Ооржак-Чооду (1979)

2021 год
1. Радик Семёнович Мунзук (1966)[6]
2. Аян Сергеевич Ширижик (1982)

2022 год
1. Владимир Серенович Соян (1953)
2. Алексей Ангыр-оолович Сарыглар (1966)
3. Радик Викторович Тюлюш (1974)

2023 год
1. Айдаш Иванович Барынмаа (1981)[7]
2. Сергей Дамдын-оолович Ондар[8]
3. Артур Сергеевич Дамдын-оол[8]
4. Эртине Андреевич Тумат[9]

2024 год
1. Ховалыг, Алексей Юрьевич[10]